# Distretto di Denisov
Il distretto di Denisov (in kazako: Денисов ауданы) è un distretto (audan) del Kazakistan con  capoluogo Denisovka.